# 狭叶早花悬钩子
狭叶早花悬钩子（学名：Rubus preptanthus var. mairei）为蔷薇科悬钩子属下的一个变种。

## 扩展阅读
- 維基物種上的相關：狭叶早花悬钩子